# Krista Schmidinger
Krista Schmidinger (* 18. Mai 1970 in Pittsfield, Massachusetts) ist eine ehemalige Skirennläuferin aus den USA.

## Karriere
Im Rahmen der Panamerikanischen Spiele in Las Leñas gewann sie im September 1990 die Goldmedaille im Super-G. Anfang der 1990er belegte sie in mehrmals Platzierungen unter den ersten zehn bei Weltcupabfahrten, als Bestresultat wird ein siebenter Platz in der Abfahrt von Lake Louise notiert. Zudem erreichte sie mehrere neunte Plätze in Abfahrt und Super-G. Bei den Olympischen Winterspielen 1992 in Albertville belegte sie in der Abfahrt einen zwölfter Rang.

## Erfolge

### Olympische Winterspiele
- Albertville 1992: 11. Kombination, 12. Abfahrt
- Lillehammer 1994: 27. Abfahrt

### Weltmeisterschaften
- Morioka-Shizukuishi 1993: 25. Abfahrt

### Weltcup
- 4 Platzierungen unter den besten 10

### Juniorenweltmeisterschaften
- Bad Kleinkirchheim 1986: 7. Slalom, 11. Riesenslalom
- Madonna di Campiglio 1988: 2. Kombination, 6. Slalom, 8. Riesenslalom, 13. Abfahrt, 14. Super-G
- Aleyska 1989: 2. Riesenslalom, 7. Abfahrt, 11. Slalom, 18. Super-G

### Nor-Am Cup
- 2 Platzierungen unter den besten 10

### Europacup
- 2 Platzierungen unter den besten 20

### Weitere Erfolge
- Ein Sieg bei einem FIS-Rennen